# ویتونیتسه (ناحیه کرومیریژ)
ویتونیتسه (به چکی: Vítonice) یک منطقهٔ مسکونی در جمهوری چک است که در ناحیه کرومیریژ واقع شده‌است. ویتونیتسه ۷٫۶۵ کیلومتر مربع مساحت و ۴۶۰ نفر جمعیت دارد و ۲۷۵ متر بالاتر از سطح دریا واقع شده‌است.